# Puchar Panamerykański w Piłce Siatkowej Mężczyzn 2017
Puchar Panamerykański w Piłce Siatkowej Mężczyzn 2017 – odbył się w Gatineau w Kanadzie w dniach 25-30 lipca 2017 roku. Była to dwunasta edycja turnieju. Wzięło w nim udział 8 zespołów z dwóch konfederacji.

## System rozgrywek
XII Puchar Panamerykański w Piłce Siatkowej Mężczyzn rozgrywany był według poniższego systemu
- W zawodach brało udział 8 zespołów.
- Zespoły zostały podzielone na dwie grupy, w grupach rozgrywki odbywają się systemem "każdy z każdym".
- Przy ustalaniu kolejności zespołów w tabeli decydują: punkty i liczba meczów wygranych, współczynnik punktowy (iloraz punktów zdobytych do straconych), współczynnik setowy (iloraz setów zdobytych do straconych).
- Drużyny z pierwszych miejsc w grupie automatycznie awansują do półfinału, drużyny z miejsc drugiego i trzeciego muszą rozegrać dodatkowy mecz o wejście do półfinału.

## Drużyny uczestniczące
| Grupa A                                  | Grupa B                              |
| ---------------------------------------- | ------------------------------------ |
| Kuba Dominikana Meksyk Stany Zjednoczone | Argentyna Kanada Portoryko Wenezuela |

## Faza grupowa
awans do półfinału
     awans do ćwierćfinału

### Grupa A
Tabela
| Lp. | Drużyna           | Mecze | Mecze | Mecze | Pkt | Małe punkty | Małe punkty | Małe punkty | Sety | Sety | Sety  |
| Lp. | Drużyna           | M     | W     | P     | Pkt | zdob.       | str.        | ratio       | wyg. | prz. | ratio |
| --- | ----------------- | ----- | ----- | ----- | --- | ----------- | ----------- | ----------- | ---- | ---- | ----- |
| 1   | Kuba              | 3     | 3     | 0     | 12  | 279         | 238         | 1.172       | 9    | 3    | 3.000 |
| 2   | Dominikana        | 3     | 2     | 1     | 10  | 253         | 224         | 1.129       | 7    | 4    | 1.750 |
| 3   | Stany Zjednoczone | 3     | 1     | 2     | 6   | 246         | 267         | 0.921       | 5    | 7    | 0.714 |
| 4   | Meksyk            | 3     | 0     | 3     | 2   | 215         | 264         | 0.814       | 2    | 9    | 0.222 |

Źródło: NORCECA
Punktacja: 3:0 – 5 pkt, 3:1 – 4 pkt, 3:2 – 3 pkt, 2:3 – 2 pkt, 1:3 – 1 pkt, 0:3 – 0 pkt
Zasady ustalania kolejności: 1. liczba zwycięstw, 2. liczba punktów, 3. stosunek małych punktów, 4. stosunek setów, 5. bilans w bezpośrednich meczach
Wyniki
| Data  | Godz. | Drużyna 1         | Wynik | Drużyna 2         | 1     | 2     | 3     | 4     | 5     | Widzów | * |
| ----- | ----- | ----------------- | ----- | ----------------- | ----- | ----- | ----- | ----- | ----- | ------ | - |
| 25.07 | 16:00 | Kuba              | 3:1   | Dominikana        | 25:17 | 25:22 | 21:25 | 25:22 |       | 200    |   |
| 25.07 | 18:00 | Stany Zjednoczone | 3:1   | Meksyk            | 25:18 | 25:23 | 22:25 | 25:18 |       | 400    |   |
| 26.07 | 14:00 | Dominikana        | 3:0   | Stany Zjednoczone | 25:14 | 25:12 | 25:19 |       |       | 100    |   |
| 26.07 | 18:00 | Kuba              | 3:0   | Meksyk            | 25:15 | 25:18 | 25:15 |       |       | 400    |   |
| 27.07 | 14:00 | Meksyk            | 1:3   | Dominikana        | 23:25 | 25:17 | 17:25 | 18:25 |       | 100    |   |
| 27.07 | 18:00 | Stany Zjednoczone | 2:3   | Kuba              | 26:24 | 21:25 | 21:25 | 25:19 | 11:15 | 500    |   |

### Grupa B
Tabela
| Lp. | Drużyna   | Mecze | Mecze | Mecze | Pkt | Małe punkty | Małe punkty | Małe punkty | Sety | Sety | Sety  |
| Lp. | Drużyna   | M     | W     | P     | Pkt | zdob.       | str.        | ratio       | wyg. | prz. | ratio |
| --- | --------- | ----- | ----- | ----- | --- | ----------- | ----------- | ----------- | ---- | ---- | ----- |
| 1   | Argentyna | 3     | 3     | 0     | 15  | 230         | 171         | 1.345       | 9    | 0    | MAX   |
| 2   | Portoryko | 3     | 2     | 1     | 8   | 234         | 236         | 0.992       | 6    | 5    | 1.200 |
| 3   | Kanada    | 3     | 1     | 2     | 4   | 218         | 233         | 0.936       | 3    | 7    | 0.429 |
| 4   | Wenezuela | 3     | 0     | 3     | 3   | 244         | 286         | 0.853       | 3    | 9    | 0.333 |

Źródło: NORCECA
Punktacja: 3:0 – 5 pkt, 3:1 – 4 pkt, 3:2 – 3 pkt, 2:3 – 2 pkt, 1:3 – 1 pkt, 0:3 – 0 pkt
Zasady ustalania kolejności: 1. liczba zwycięstw, 2. liczba punktów, 3. stosunek małych punktów, 4. stosunek setów, 5. bilans w bezpośrednich meczach
Wyniki
| Data  | Godz. | Drużyna 1 | Wynik | Drużyna 2 | 1     | 2     | 3     | 4     | 5     | Widzów | * |
| ----- | ----- | --------- | ----- | --------- | ----- | ----- | ----- | ----- | ----- | ------ | - |
| 25.07 | 14:00 | Argentyna | 3:0   | Portoryko | 25:20 | 25:14 | 25:17 |       |       | 100    |   |
| 25.07 | 20:00 | Kanada    | 3:1   | Wenezuela | 25:17 | 25:27 | 25:15 | 25:22 |       | 500    |   |
| 26.07 | 16:00 | Argentyna | 3:0   | Wenezuela | 25:17 | 25:18 | 28:26 |       |       | 200    |   |
| 26.07 | 20:00 | Kanada    | 0:3   | Portoryko | 21:25 | 16:25 | 22:25 |       |       | 600    |   |
| 27.07 | 16:00 | Portoryko | 3:2   | Wenezuela | 25:19 | 17:25 | 25:17 | 25:27 | 16:14 | 400    |   |
| 27.07 | 20:00 | Kanada    | 0:3   | Argentyna | 25:27 | 23:25 | 11:25 |       |       | 800    |   |

## Faza pucharowa

### Mecze o miejsca 5-8
| Data  | Godz. | Drużyna 1 | Wynik | Drużyna 2         | 1     | 2     | 3     | 4     | 5 | Widzów | * |
| ----- | ----- | --------- | ----- | ----------------- | ----- | ----- | ----- | ----- | - | ------ | - |
| 29.07 | 14:00 | Meksyk    | 1:3   | Dominikana        | 26:24 | 24:26 | 19:25 | 20:25 |   | 200    |   |
| 29.07 | 16:00 | Wenezuela | 0:3   | Stany Zjednoczone | 23:25 | 14:25 | 20:25 |       |   | 150    |   |

### Mecz o 7 miejsce
| Data  | Godz. | Drużyna 1 | Wynik | Drużyna 2 | 1     | 2     | 3     | 4     | 5     | Widzów | * |
| ----- | ----- | --------- | ----- | --------- | ----- | ----- | ----- | ----- | ----- | ------ | - |
| 30.07 | 11:00 | Meksyk    | 2:3   | Wenezuela | 25:22 | 16:25 | 25:23 | 17:25 | 13:15 | 100    |   |

### Mecz o 5 miejsce
| Data  | Godz. | Drużyna 1  | Wynik | Drużyna 2         | 1     | 2     | 3     | 4     | 5     | Widzów | * |
| ----- | ----- | ---------- | ----- | ----------------- | ----- | ----- | ----- | ----- | ----- | ------ | - |
| 30.07 | 13:00 | Dominikana | 2:3   | Stany Zjednoczone | 25:15 | 22:25 | 25:20 | 25:27 | 13:15 | 200    |   |

### Mecze o miejsca 1-8
|  |              |                   |              |    |           |           |           |           |    |           |       |       |       |
|  | Ćwierćfinały | Ćwierćfinały      | Ćwierćfinały |    |           | Półfinały | Półfinały | Półfinały |    |           | Finał | Finał | Finał |
|  | Ćwierćfinały | Ćwierćfinały      | Ćwierćfinały |    |           | Półfinały | Półfinały | Półfinały |    |           | Finał | Finał | Finał |
|  |              |                   |              |    |           |           |           |           |    |           |       |       |       |
|  |              |                   |              |    |           |           |           |           |    |           |       |       |       |
|  |              |                   |              | A1 | Kuba      | 1         |           |           |    |           |       |       |       |
|  |              |                   |              | A1 | Kuba      | 1         |           |           |    |           |       |       |       |
|  | B2           | Portoryko         | 3            |    |           | B2        | Portoryko | 3         |    |           |       |       |       |
|  | B2           | Portoryko         | 3            |    |           | B2        | Portoryko | 3         |    |           |       |       |       |
|  | A3           | Stany Zjednoczone | 1            |    |           |           |           |           | B2 | Portoryko | 1     |       |       |
|  | A3           | Stany Zjednoczone | 1            |    |           |           |           |           | B2 | Portoryko | 1     |       |       |
|  |              |                   |              |    |           | B1        | Argentyna | 3         |    |           |       |       |       |
|  |              |                   |              |    |           | B1        | Argentyna | 3         |    |           |       |       |       |
|  |              |                   |              | B1 | Argentyna | 3         |           |           |    |           |       |       |       |
|  |              |                   |              | B1 | Argentyna | 3         |           |           |    |           |       |       |       |
|  | A2           | Dominikana        | 1            |    |           | A2        | Kanada    | 0         |    |           |       |       |       |
|  | A2           | Dominikana        | 1            |    |           | A2        | Kanada    | 0         |    |           |       |       |       |
|  | B3           | Kanada            | 3            |    |           |           |           |           |    |           |       |       |       |
|  | B3           | Kanada            | 3            |    |           |           |           |           |    |           |       |       |       |

### Ćwierćfinały
| Data  | Godz. | Drużyna 1  | Wynik | Drużyna 2         | 1     | 2     | 3     | 4     | 5 | Widzów | * |
| ----- | ----- | ---------- | ----- | ----------------- | ----- | ----- | ----- | ----- | - | ------ | - |
| 28.07 | 17:00 | Dominikana | 1:3   | Kanada            | 20:25 | 25:16 | 21:25 | 23:25 |   | 300    |   |
| 28.07 | 19:00 | Portoryko  | 3:1   | Stany Zjednoczone | 25:21 | 25:22 | 20:25 | 25:14 |   | 300    |   |

### Półfinały
| Data  | Godz. | Drużyna 1 | Wynik | Drużyna 2 | 1     | 2     | 3     | 4     | 5 | Widzów | * |
| ----- | ----- | --------- | ----- | --------- | ----- | ----- | ----- | ----- | - | ------ | - |
| 29.07 | 18:00 | Argentyna | 3:0   | Kanada    | 25:23 | 25:15 | 25:10 |       |   | 500    |   |
| 29.07 | 20:00 | Kuba      | 1:3   | Portoryko | 25:16 | 17:25 | 22:25 | 21:25 |   | 800    |   |

### Mecz o 3 miejsce
| Data  | Godz. | Drużyna 1 | Wynik | Drużyna 2 | 1     | 2     | 3     | 4     | 5 | Widzów | * |
| ----- | ----- | --------- | ----- | --------- | ----- | ----- | ----- | ----- | - | ------ | - |
| 30.07 | 15:00 | Kanada    | 1:3   | Kuba      | 18:25 | 21:25 | 25:22 | 23:25 |   | 700    |   |

### Finał
| Data  | Godz. | Drużyna 1 | Wynik | Drużyna 2 | 1     | 2     | 3     | 4     | 5 | Widzów | * |
| ----- | ----- | --------- | ----- | --------- | ----- | ----- | ----- | ----- | - | ------ | - |
| 30.07 | 17:00 | Argentyna | 3:1   | Portoryko | 25:23 | 25:18 | 23:25 | 25:20 |   | 300    |   |

## Nagrody indywidualne
| MVP          | Najlepszy punktujący | Najlepszy atakujący | Najlepsi środkowi         | Najlepszy zagrywający | Najlepszy rozgrywający | Najlepsi skrzydłowi                   | Najlepszy libero | Najlepszy broniący | Najlepszy przyjmujący |
| ------------ | -------------------- | ------------------- | ------------------------- | --------------------- | ---------------------- | ------------------------------------- | ---------------- | ------------------ | --------------------- |
| Martín Ramos | Emerson Rodríguez    | José Miguel Cáceres | Mitchell Stahl Pablo Crer | Edson Valencia        | Edgardo Goás           | Miguel Ángel López Wilfredo Hernández | Héctor Mata      | Héctor Mata        | Héctor Mata           |

## Klasyfikacja końcowa
| Miejsce | Reprezentacja     |
| ------- | ----------------- |
| złoto   | Argentyna         |
| srebro  | Portoryko         |
| brąz    | Kuba              |
| 4       | Kanada            |
| 5       | Stany Zjednoczone |
| 6       | Dominikana        |
| 7       | Wenezuela         |
| 8       | Meksyk            |